# Баттамбанг (місто)
Баттамбанг (кхмер. បាត់ដំបង — battɑmbɑːŋ) — місто в Камбоджі, розташоване за 290 км на північний захід від Пномпеня. Адміністративний центр провінції Баттамбанг. Населення становить 119 тис. осіб (2019). Переробка сільськогосподарської продукції; виробництво фосфорних добрив. Місто засноване у XI ст. і є третім за чисельністю населення містом країни.

## Назва
Назва міста та провінції, адміністративним центром якої воно є, у буквальному перекладі з кхмерської означає «втрата палиці».
Згідно з легендою про Дамбанг Краньонг, бідний дроворуб на ім'я Дамбанг (кхмер. ដំបង — dɑmbɑːŋ, «палиця»), здобув чарівну силу та зрубав у лісі священне дерево Краньонг (кхмер. ក្រញូង - krɑɲoːŋ, «бот. Дальбергія (Dalbergia); вид червоного дерева»). Він вирізав з дерева палицю і одержав з її допомогою ще більшу силу. Люди прозвали дроворуба Дамбанг Краньонг. Потім тому вдалося повалити короля. Однак через деякий час молодий принц, якого народила королева, що перебувала у вигнанні, зустрів чарівного білого коня і на ньому повернувся у володіння батька. Дамбанг вибіг назустріч і кинув чарівну палицю в їхній бік, але схибив, бо кінь піднявся високо в небо. А палиця полетіла в далекі краї, і там, де вона впала, рис різних сортів почав рости сам собою. Незабаром люди побудували в цьому місці велике місто, яке назвали Баттамбанг — «[Місце, де впала] загублена палиця».

## Історія
У 1795 році Таїланд анексував більшу частину північно-західної Камбоджі, включно з провінціями Баттамбанг і Сіємреап. У 1907 році під тиском Франції провінції були передані Камбоджі і стали частиною Французького Індокитаю. Французька колоніальна адміністрація розробила генеральний план міста, побудували три основні вулиці вздовж річки Сангке, і в 1917 році обидві сторони міста були з'єднані мостом. У 1930-ті роки була побудована залізниця, що з'єднує Баттамбанг з Пномпенем, та залізнична станція у західній частині міста. У 1960-ті роки, за програмою модернізації уряду Нородома Сіанука у місті було збудовано адміністративні будівлі, школи, університет, спортивний центр, музей, виставковий центр та аеропорт. Текстильна та одягова фабрики були побудовані французькими та китайськими інвесторами. Під час громадянської війни період 1970—1975 років населення Баттамбанга значно збільшилося за рахунок біженців. 1975 року жителі Баттамбанга, як і жителі інших камбоджійських міст, були евакуйовані до сільської місцевості червоними кхмерами.

## Клімат
Місто знаходиться у зоні, котра характеризується кліматом тропічних саван. Найтепліший місяць — квітень із середньою температурою 30 °C (86 °F). Найхолодніший місяць — січень, із середньою температурою 25 °С (77 °F).
| Клімат Баттамбанга      | Клімат Баттамбанга | Клімат Баттамбанга | Клімат Баттамбанга | Клімат Баттамбанга | Клімат Баттамбанга | Клімат Баттамбанга | Клімат Баттамбанга | Клімат Баттамбанга | Клімат Баттамбанга | Клімат Баттамбанга | Клімат Баттамбанга | Клімат Баттамбанга | Клімат Баттамбанга |
| Показник                | Січ.               | Лют.               | Бер.               | Квіт.              | Трав.              | Черв.              | Лип.               | Серп.              | Вер.               | Жовт.              | Лист.              | Груд.              | Рік                |
| Абсолютний максимум, °C | 37                 | 38                 | 40                 | 41                 | 40                 | 38                 | 36                 | 35                 | 34                 | 33                 | 33                 | 35                 | 41                 |
| Середній максимум, °C   | 31                 | 33                 | 35                 | 35                 | 33                 | 32                 | 31                 | 31                 | 31                 | 30                 | 30                 | 30                 | 32                 |
| Середня температура, °C | 25                 | 27                 | 28                 | 29                 | 28                 | 28                 | 27                 | 27                 | 27                 | 26                 | 26                 | 25                 | 27                 |
| Середній мінімум, °C    | 19                 | 21                 | 22                 | 24                 | 24                 | 24                 | 24                 | 24                 | 23                 | 23                 | 22                 | 20                 | 22                 |
| Абсолютний мінімум, °C  | 10                 | 14                 | 16                 | 16                 | 18                 | 21                 | 21                 | 22                 | 20                 | 19                 | 12                 | 10                 | 10                 |
| Норма опадів, мм        | 0                  | 10                 | 40                 | 80                 | 150                | 140                | 150                | 150                | 250                | 220                | 80                 | 20                 | 1360               |
| Днів з дощем            | 0                  | 1                  | 3                  | 5                  | 5                  | 10                 | 10                 | 10                 | 12                 | 11                 | 6                  | 2                  | 81                 |
| Вологість повітря, %    | 67                 | 66                 | 67                 | 67                 | 73                 | 75                 | 79                 | 80                 | 83                 | 83                 | 79                 | 75                 | 75                 |
| ----------------------- | ------------------ | ------------------ | ------------------ | ------------------ | ------------------ | ------------------ | ------------------ | ------------------ | ------------------ | ------------------ | ------------------ | ------------------ | ------------------ |
| Джерело: Weatherbase    |                    |                    |                    |                    |                    |                    |                    |                    |                    |                    |                    |                    |                    |

## Транспорт

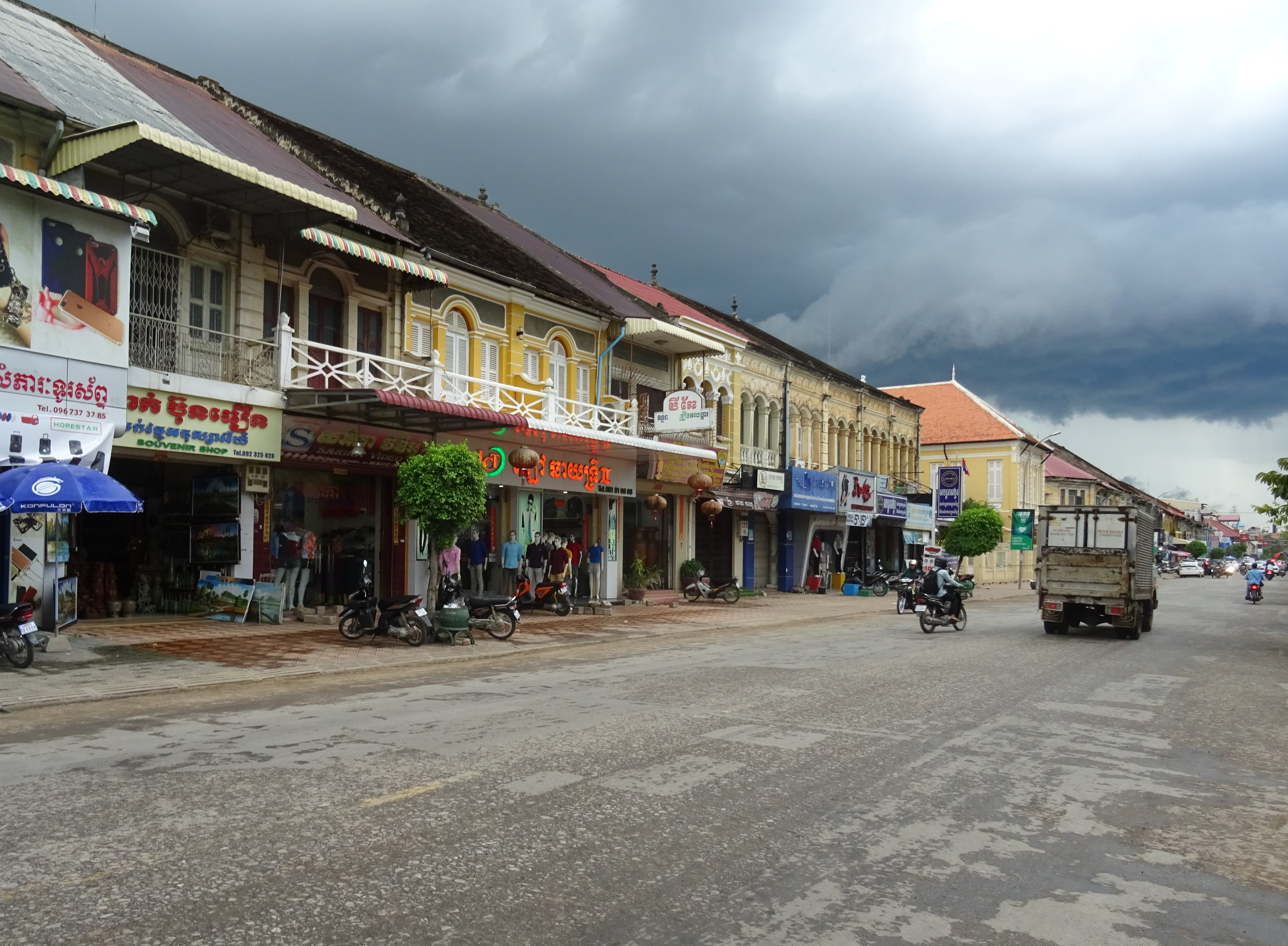
Вулиця міста

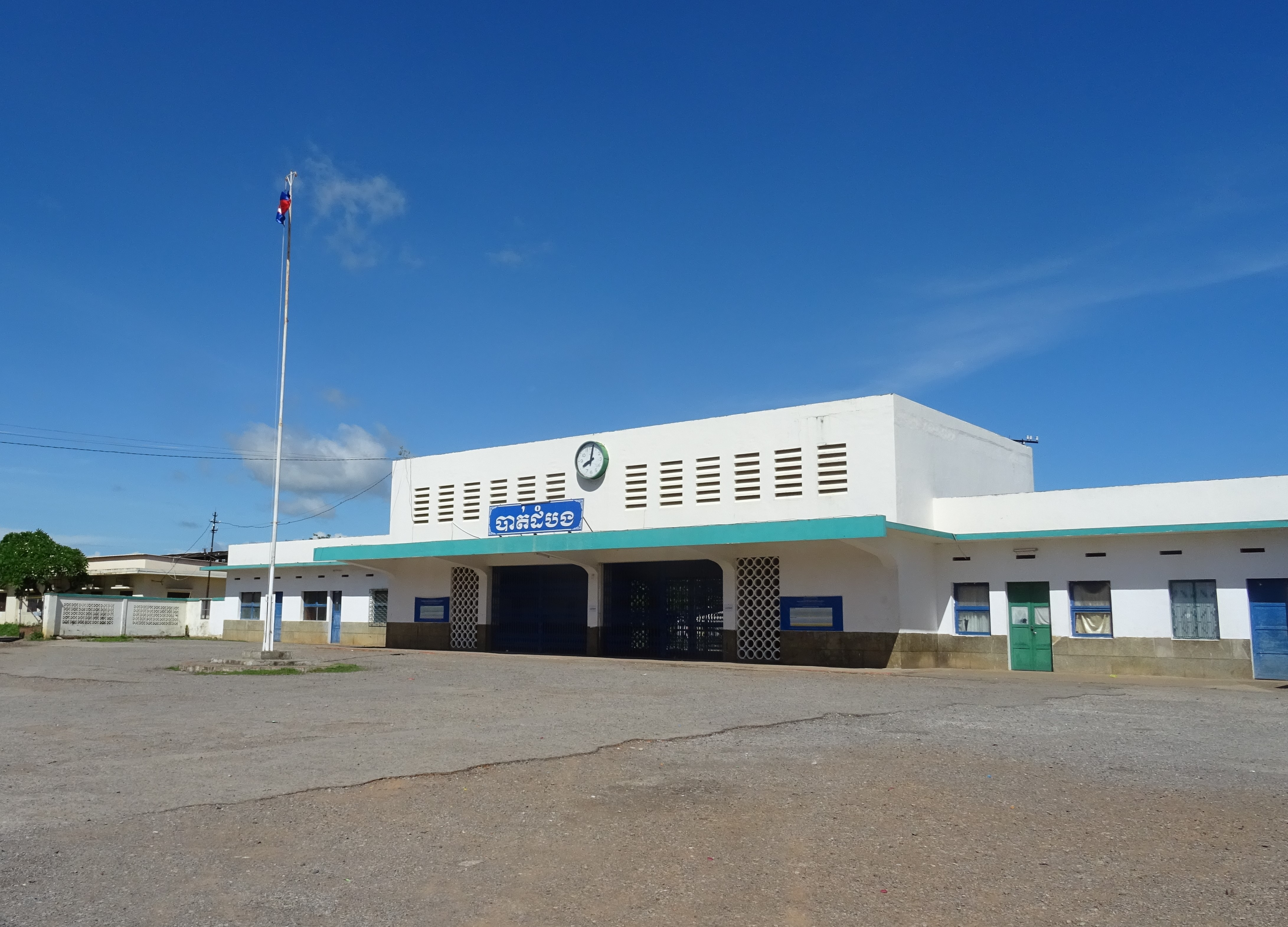
Залізнична станція Баттамбанг

### Аеропорт
У Баттамбангу є аеропорт (IATA: BBM). Нині не діє.

### Залізнична мережа
У місті також є залізничний вокзал, довгий час він залишався покинутим. У 2018 році лінію Пномпент-Пойпет було відновлено і вокзал знову запрацював.

### Автомобільний транспорт
Національне шосе № 5 між Баттамбангом та Пномпенем відремонтовано, і тепер поїздка займає близько 4 годин, відстань між двома містами — 290 км. Відстань від Баттамбанга до Сіємреапу 170 км, дорога займає 4-5 годин. Дорога між Баттамбангом та Сісопхоном є в хорошому стані, відстань 68 км.

### Водний транспорт
Подорож на катері між Сіємреапом і Баттамбангом займає від 3 до 8 годин і проходить через вузькі канали і болотисту місцевість.

## Визначні пам'ятки
Баттамбанг зберіг провінційну атмосферу, яка надає йому певного шарму. Більшість будівель — у колоніальному чи традиційному камбоджійському стилі, не перевищують трьох поверхів заввишки. Автомобілі співіснують на вулицях із возами, запряженими биками.
Головними визначними пам'ятками міста є:
Пса Нат — великий ринок у центрі міста, особливо цікаво відвідувати його в ранковий час, коли торговці з прилеглих сіл привозять свою продукцію.
Колоніальна архітектура — старі колоніальні будинки вздовж річки з французькими пекарнями та кафе вздовж вулиць 1, 2 та 3.
Музей, заснований у 1968 році, містить артефакти археологічних розкопок у провінції.
Ват Дамрей Со або пагода білого слона, побудована в 1904 році.
Резиденція сіамського губернатора, будівля, побудована групою італійських архітекторів і мала стати резиденцією останнього сіамського губернатора провінції. Будівництво було завершено в 1907 році, після чого провінція відійшла до Франції, і губернатор не зміг скористатися своєю резиденцією, яку він же і збудував. Перед будинком є старий кам'яний міст того ж періоду та дві статуї кам'яних левів на західній стороні.
Ват Пном Ек, ангкорський храм, розташований за 12 км на північ від міста.
Ват Банан — ангкорський храм, який розташований на пагорбі за 20 км на південь від міста.